# WiLL
WiLL — бренд японской компании Toyota, основанный в августе 1999 года и упразднённый в июле 2004 года. Являлся маркетинговым подходом, разделяемым небольшой группой японских компаний, которые решили предлагать продукты и услуги, ориентированные на более молодую демографическую группу. В мероприятии приняли участие такие компании, как Kao Corporation (производитель средств личной гигиены, бытовой химии и косметики), Toyota, Asahi Breweries, Panasonic, Kinki Nippon Tourist Company, Ltd, Ezaki Glico Candy и Kokuyo Co., Ltd. (производитель офисной мебели и канцелярских товаров). Аналогичный «ориентированный на молодёжь» подход компания Toyota также использовала в Северной Америке в рамках программы Project Genesis. Этот селективный маркетинговый эксперимент отражал японскую инженерную философию под названием «Кансей-инженерия», которая применялась в других японских компаниях. Все продукты были размещены в Интернете по адресу «willshop.com».

## Продукты/услуги под брендом WiLL
- Asahi
  - WiLL Be Free
  - WiLL Via Smooth
  - WiLL Sweet Brown Beer
- Ezaki Glico
  - WiLL Ice For Relax
  - WiLL On Time Chocolate
  - WiLL Tablet Relax
  - WiLL Black Beans Candy
- Kao
  - WiLL Clear Mist
  - WiLL Air Freshener
  - WiLL OneWeek Room Freshener
- Panasonic
  - Факс-машина (WiLL Fax KX-FKN110) и подключённая телефонная трубка (KX-PW110CL)
  - Складной велосипед (WiLL Bike, позднее WiLL E-Bike, электровелосипед)
  - Мини-холодильник (WiLL Fridge NR-B162R)
  - Пылесос (WiLL Cleaner)
  - Настольный ПК с ЖК-дисплеем (WiLL PC)
  - Ионизатор воды (WiLL A-Pure PJ-A301)
  - Очиститель воздуха (WiLL Ion Conditioner)
  - Микроволновая печь (WiLL Range)
  - Полностью автоматическая стиральная машина с функцией сушки (WiLL Laundry)
  - Подогрев сидений (WiLL Cushion Heater)
  - Портативный проигрыватель (WiLL MD)
  - Многокамерный SD-аппарат (WiLL D-Snap)
  - Стереосистема DVD (WiLL Theater)
  - Встроенный телевизор (WiLL Tele-Video)

- Kokuyo
  - Канцелярские товары «Actic»
- Kinki Nippon Tourist
  - WiLL City and Resort Tour
  - WiLL Tour Hokkaido
  - WiLL Tour Kyushu
  - WiLL Tour Okinawa
  - Will Sports Tour

## Автомобили WiLL (Toyota)
Всего выпускалось три автомобиля WiLL с индивидуальным дизайном. Автомобили выпускались на базе существующих автомобилей Toyota. Серия была предназначена для того, чтобы обратиться к рынкам, которые не были охвачены основным модельным рядом Toyota, и выяснить, насколько коммерчески целесообразны такие необычные конструкции. В основе американской линейки Scion лежит аналогичная концепция. Все автомобили WiLL продавались только в Японии в автосалонах Toyota Vista Store. В 2004 году, когда бренд WiLL был упразднён, компания Toyota прекратила производство автомобилей под брендом WiLL и переименовала дилерские центры Toyota Vista в Toyota NETZ, что совпало с запуском североамериканского бренда Scion.

### Модельный ряд
- WiLL Vi[3]
- WiLL VS[4]
- WiLL Cypha[5]

- WiLL Vi
- WiLL VS
- WiLL Cypha